# Lina Pires de Campos
Lina Pires de Campos, de soltera Lina Del Vecchio (São Paulo, Brasil, 18 de juny de 1918 - 14 d'abril de 2003) fou una pianista, educadora musical i compositora brasilera de música clàssica i popular.

## Biografia
Lina Pires de Campos fou filla del lutier italià Angelo Del Vecchio i de la seva esposa Carmela Messina, també italiana. Del Vecchio, establert a São Paulo, va fundar la Casa Del Vecchio, on fabricava guitarres i altres instruments de corda.
Lina va estudiar piano amb Ema Lubrano Franco i Léo Peracchi, i solfeig i composició amb Furio Franceschini, Caldeira Filho i Osvaldo Lacerda. Posteriorment, va estudiar composició amb Camargo Guarnieri.
Lina Pires de Campos va treballar com a ajudant de Magda Tagliaferro i el 1964 va fundar la seva pròpia escola de piano. Va guanyar premis com a compositora, entre els quals l'any 1961 la medalla Roquete Pinto i el segon premi de composició de Radio Mec. Les seves obres s'han representat internacionalment.

## Obres
La seva tasca compositiva es va desenvolupar a partir de l'any 1958. Les obres seleccionades inclouen:
- Improvisação I, per flauta
- Improvisação II, per flauta
- Improvisação III, per flauta
- Ponteio e Toccatina, per guitarra
- Quatro Prelúdios, per viola
- Confession, cançons (lletra d'Alice Guarnieri)
- Embolada
- I'm Like the Spring
- Fad
- Portrait
- Tune
- You Say He Loves Me

Les seves obres han estat gravades i emeses en disc, incloent-hi:
- 1984 - 25 anys de composició, (LP)
- 1998 - Lina Pires de Campos: Audible Universe Audio CD